# Tsutsugaki

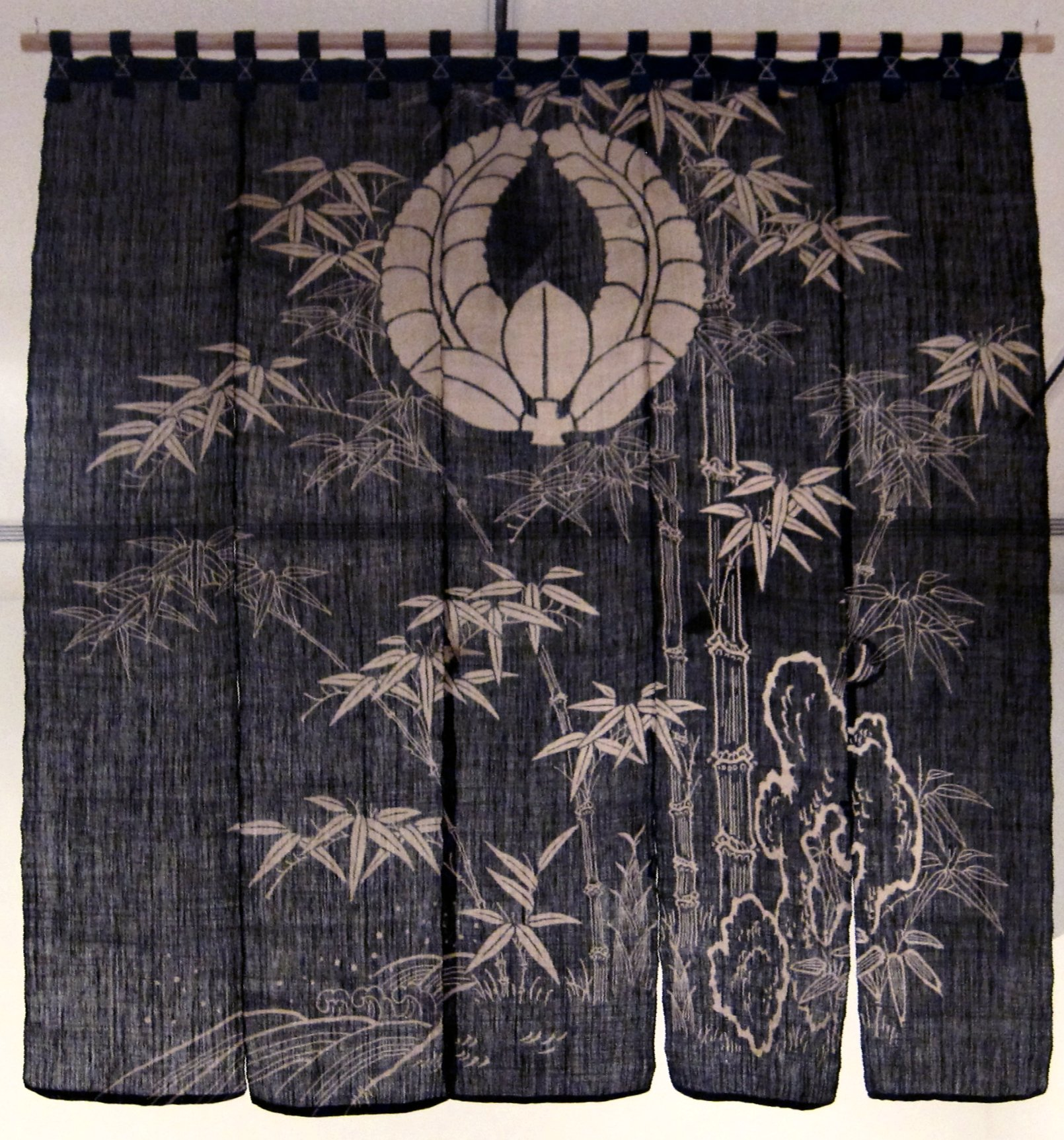
Cortina (noren) de cáñamo y algodón con tsutsugaki teñida con índigo y pincelada con tinta sumi, del período Meiji (Honolulu Museum of Art).

Tsutsugaki (筒描) es una técnica japonesa de teñido por reserva. La técnica consiste en el dibujo de diseños sobre tela utilizando pasta de arroz, el teñido de la tela, y finalmente un enjuague para quitar la pasta.
Por lo general la pasta de arroz es preparada con arroz dulce, el cual posee un elevado contenido de almidón y por lo tanto es relativamente pegajoso. La pasta se aplica mediante una manga (el tsutsu) que es similar a las mangas que utilizan los pasteleros para decorar tortas. Otra modalidad consiste en aplicar la pasta utilizando un estencil; denominado katazome.
Por lo general la tela es de algodón, y la tintura es índigo, por lo que el diseño suele ser azul y blanco. Por lo general los letreros de los negocios y otros carteles se fabrican de esta forma.
A menudo los diseños son criaturas de la mitología japonesa tales como grullas o tortugas, o un escudo de la familia, o un nombre (escrito en kanji). A veces también se usan diseños que muestran flores y árboles.